# Майже смішна історія
«Майже смішна історія» (рос. «Почти́ смешна́я исто́рия») — російський радянський художній фільм 1977 року режисера Петра Фоменка. Натурні зйомки проводились у Пльосі і Москві.

## Сюжет
Лірична історія з елементами комедії про пробудження почуттів у двох немолодих людей, які давно змирилися зі своєю самотністю. Дві сестри приїжджають в маленьке місто на Волзі відпочити. Одній близько п'ятдесяти, інша трохи молодше. Одна художник, творча особистість, тому всі домашні обов'язки лежать на інший, молодшій — дещо інфантильній і трохи дивакуватій. На вокзалі вони знайомляться з самим звичайним відрядженим Мєшковим, який потрапляє з ними в один готель…

## У ролях
- Ольга Антонова
- Людмила Арініна
- Михайло Глузський
- Михайло Данилов
- Марія Великанова
- Володимир Пучков
- Світлана Харитонова
- Валентин Гафт
- Людмила Полякова
- Марія Миронова
- Зінаїда Дьяконова
- Андрій Думініка
- Расми Джабраїлов
- Борис Бреєв
- Борис Лёскін
- Леонід Плешаков
- Микола Пеньков
- Наталія Назарова

## Творча група
- Сценарист: Еміль Брагінський
- Режисер-постановник: Петро Фоменко
- Оператор-постановник: Фелікс Кефчіян
- Художник-постановник: Олег Передерій
- Композитори: Сергій Нікітін, Віктор Берковський